# Avala Film
Avala Film (în sârbă Aвала филм) este un studio de film sârb, fondat în 1946 în Iugoslavia postbelică. În cea mai mare parte a existenței sale, a fost unul dintre cele două studiouri de film principale ale cinematografiei iugoslave (împreună cu Jadran Film din Zagreb, Croația). În prezent, Avala Film se află în faliment.

## Prezentare generală
În iunie 1946 guvernul Republicii Socialiste Federative Iugoslavia a înființat Comitetul de Stat al Cinematografiei, care a înlocuit Întreprinderea de film provizorie a RSFI. Comitetul și-a propus să înființeze companii de producție de film în toate republicile componente ale Iugoslaviei: primul și cel mai mare dintre acestea a fost Avala Film, care a fost fondat la 15 iulie 1946 în Belgrad, capitala Republicii Socialiste Serbia. Studioul companiei a fost amplasat în viitorul complex Filmski Grad, pe care comitetul abia începuse să-l planifice.
În 1947 studioul Avala Film a produs primul lungmetraj realizat în Iugoslavia postbelică, Slavica al lui Vjekoslav Afrić.
În 1964 celebrul regizor american Nicholas Ray a fost chemat de Ratko Dražević (directorul Avala Film și fost securist UDBA) pentru a scrie un scenariu și regiza un film inspirat din romanul The Doctor and the Devils al lui Dylan Thomas. În cele din urmă, Ray nu a mai realizat filmul The Doctor and the Devils din mai multe motive care au avut de-a face mai ales cu problemele financiare ale studioului Avala Film, din cauza uneia dintre coproducțiile sale - filmul de aventuri istorice franco-italian Fabuloasa aventură a lui Marco Polo (La Fabuleuse Aventure de Marco Polo) al lui Noël Howard și Raoul Lévy, care a depășit cu mult bugetul inițial. Problemele cu Marco Polo au obligat studioul Avala să caute un partener de producție din afara țării pentru The Doctor and the Devils, dar cum nu a găsit pe nimeni, proiectul a fost anulat, iar Ray a părăsit Iugoslavia.
Până în 2000 studioul a participat la producția a 400 de filme documentare, 200 de lungmetraje și 120 de coproducții cu companii străine; filmele sale au câștigat peste 200 de premii la diferite festivaluri.
După destrămarea Iugoslaviei studioul a fost parțial privatizat și 51% din acțiunile sale au fost vândute unei companii numite Iugoexport, în timp ce restul au fost păstrate de echipa de conducere a studioului Avala Film. Începând de la mijlocul anilor 1990 a produs puține filme, iar ultimul dintre acestea - Shadows of Memories - a fost lansat în anul 2000. Studioul s-a confruntat cu probleme financiare și a fost amenințat cu lichidarea după ce compania Iugoexport a fost declarată în faliment. Începând din 2005 au fost propuse câteva planuri de privatizare integrală, dar acestea nu au fost puse în practică. În iunie 2011 studioul a anunțat că se află în faliment, după ce a acumulat o datorie de 111.000.000 de dinari sârbești. La începutul anului 2012 guvernul sârb a anunțat că plănuiește să revigoreze studioul Avala Film, dar această intenție nu s-a materializat niciodată. Proprietățile imobiliare, drepturile de autor, costumele, recuzita și toate obiectele de inventare au fost programate să fie vândute în primăvara anului 2013.

## Filmografie selectivă

### Producții autohtone
- 1947 Slavica
- 1948 Viața este a noastră (Живот је наш)
- 1948 Tineretul nemuritor (Бесмртна младост)
- 1953 Am fost mai tare (Bila sam jaca), regia Gustav Gavrin
- 1953 Perfidy
- 1957 Priests Ćira and Spira
- 1961 Lady Macbeth din Siberia
- 1964 Marșul spre Drina
- 1965 Three
- 1966 Ierburi amare (Zeugin aus der Hölle), regia Zivorad „Zika” Mitrovic
- 1966 The Dream
- 1967 Am întâlnit țigani fericiți
- 1968 It Rains in My Village
- 1970 Eliberare
- 1987 Reflections
- 1989 The Meeting Point

### Coproducții internaționale (selecție)
- 1954 Die letzte Brücke
- 1962 Taras Bulba
- 1963 Corăbiile lungi (The Long Ships), regia Jack Cardiff
- 1964 Freddy și cîntecul preriei	(Freddy und das Lied der Prärie), regia Sobey Martin
- 1965 Fabuloasa aventură a lui Marco Polo (La Fabuleuse aventure de Marco Polo)
- 1965 Ginghis Han
- 1967 A 25-a oră (La Vingt-cinquième heure), regia Henri Verneuil
- 1968 Eroii lui Kelly (Kelly's Heroes)
- 1969 Castle Keep
- 1972 England Made Me
- 1984 Quo Vadis? (miniserial)
- 1986 Evadare din Sobibor (film TV)
- 1987 Emigranta (The Fortunate Pilgrim, miniserial)
- 1987 Crusoe
- 1988 Around the World in 80 Days (miniserial)
- 1989 Boris Godunov